# Mulyorejo (Balen)
Mulyorejo is een bestuurslaag in het regentschap Bojonegoro van de provincie Oost-Java, Indonesië. Mulyorejo telt 1501 inwoners (volkstelling 2010).